# Ibressi
Ibressi (russisch Ибре́си, tschuwaschisch Йӗпреҫ) ist eine Siedlung (possjolok) in der Republik Tschuwaschien in Russland mit 8415 Einwohnern (Stand 14. Oktober 2010).

## Geographie
Der Ort liegt etwa 90 km Luftlinie südlich der Republikhauptstadt Tscheboksary auf der Wolgaplatte. Er befindet sich am Flüsschen Ibreska im Einzugsgebiet des linken Swijaga-Nebenflusses Kubnja.
Ibressi ist Verwaltungszentrum des Rajons Ibressinski sowie Sitz und einzige Ortschaft der Stadtgemeinde Ibressinskoje gorodskoje posselenije.

## Geschichte
Der Ort wurde 1893 im Zusammenhang mit dem Bau der Eisenbahnstrecke Rusajewka – Kasan, Teil der ersten Verbindung zwischen Moskau und der heutigen Hauptstadt Tatarstans Kasan, gegründet. Die Bahnstation wurde nach einem um 1700 gegründeten, unweit gelegenen tschuwaschischen Dorf benannt, das in den 1980er-Jahren in der Siedlung aufging. Die Stationssiedlung wuchs schnell und war bereits Anfang der 1920er-Jahre für einige Zeit Verwaltungssitz eines Ujesds.
Am 5. September 1927 wurde Ibressi Verwaltungssitz des neu geschaffenen, nach ihm benannten Rajons. 1938 erhielt der Ort den Status einer Siedlung städtischen Typs. Seit der Verwaltungsreform 2006 ist Ibressi als ländliche Siedlung eingestuft.

### Bevölkerungsentwicklung
| Jahr | Einwohner |
| ---- | --------- |
| 1939 | 3264      |
| 1959 | 6880      |
| 1970 | 6281      |
| 1979 | 6849      |
| 1989 | 8682      |
| 2002 | 9201      |
| 2010 | 8415      |

Anmerkung: Volkszählungsdaten

## Verkehr

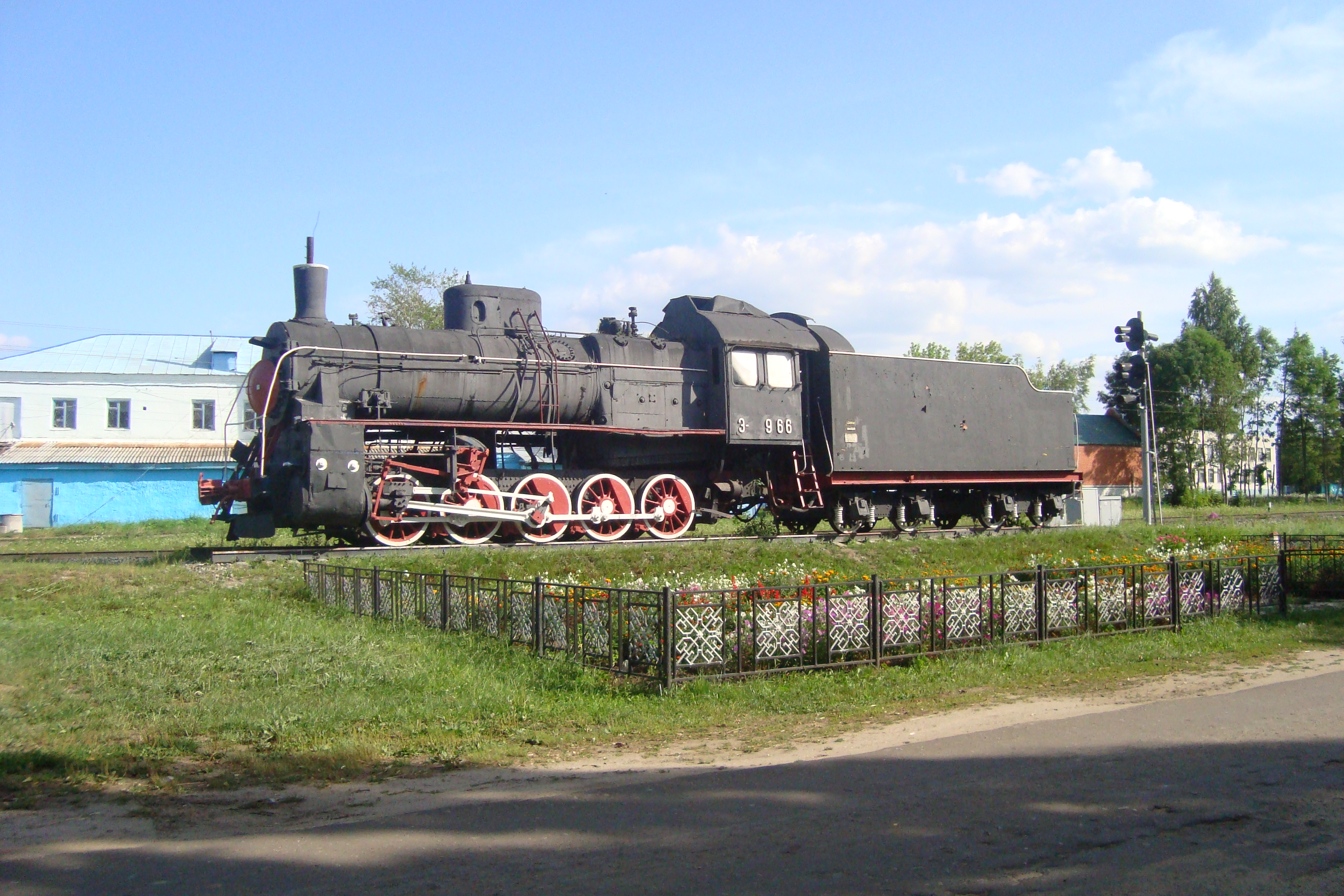
Dampflokomotive der Baureihe Э als Denkmal im Bahnhof Ibressi

Ibressi besitzt einen Bahnhof bei Kilometer 257 der 1894 eröffneten Eisenbahnstrecke Rusajewka – Kanasch.
Durch die Siedlung führt die Regionalstraße 97K-002, die im Osten der Republik an der föderalen Fernstraße M7 Wolga beginnt und über Urmary und Kanasch (an der A151) kommend weiter zur 97K-001 unweit von Alatyr verläuft. In nord-südlicher Richtung wird sie in Ibressi von der 97K-004 Kalinino – Batyrewo – Jaltschiki gekreuzt.